# Bảo tàng Quốc gia ở Kielce
Bảo tàng Quốc gia ở Kielce (tiếng Ba Lan: Muzeum Narodowe w Kielcach) là một bảo tàng tọa lạc tại số 1 Quảng trường Zamkowy, Kielce, Ba Lan.

## Lược sử hình thành
Bảo tàng Quốc gia ở Kielce được thành lập vào năm 1908. Trụ sở chính của Bảo tàng là một cung điện được xây dựng vào thế kỷ 17 từng thuộc về các giám mục của Kraków.
Tháng 9 năm 2009, Bảo tàng Quốc gia ở Kielce được nhận Chứng chỉ ISO 9001:2008. Một năm sau, tòa cung điện trụ sở chính của Bảo tàng được điều chỉnh cho phù hợp với khách tham quan là người khuyết tật.
Bảo tàng Quốc gia ở Kielce cũng có một phòng triển lãm ở Phố Orlej và bốn chi nhánh:
- Bảo tàng Henryk Sienkiewicz ở Oblęgorek
- Bảo tàng Những năm học của Stefan Żeromski
- Bảo tàng Đối thoại giữa các nền văn hóa
- Bảo tàng Khảo cổ học ở Wiślica

## Triển lãm
Bộ sưu tập của Bảo tàng Quốc gia ở Kielce hiện đang bao gồm nhiều hiện vật và kỷ vật có giá trị trong các lĩnh vực: hội họa, thủ công mỹ nghệ, nghệ thuật dân gian, khảo cổ học và tự nhiên.
Trong triển lãm thường trực tại Bảo tàng, khách tham quan có thể thấy:
- Nội thất lịch sử vào thế kỷ 17 và 18
- Điện của Nguyên soái Józef Klemens Piłsudski
- Phòng trưng bày Tranh Ba Lan và Nghệ thuật Trang trí Châu Âu
- Phòng hóa tệ học

Ngoài triển lãm thường trực, Bảo tàng Quốc gia ở Kielce cũng tổ chức nhiều cuộc triển lãm tạm thời. Cung điện là nơi tổ chức các buổi hòa nhạc, lớp học, hội thảo cho trẻ em và thanh thiếu niên, và các sự kiện gia đình.